# Жилец (фильм, 1944)
«Жилец» (англ. The Lodger) — кинофильм режиссёра Джона Брама, вышедший на экраны в 1944 году.
В основу фильма положен написанный в 1913 году одноимённый роман английской писательницы Марии Аделаиды Беллок Лаундес. По этому же роману было поставлено ещё несколько фильмов: немой фильм Альфреда Хичкока «Жилец: история лондонского тумана» (1927), «Жилец» (1932) Мориса Элви, «Человек на чердаке» (1953) Уго Фрегонезе, и «Жилец» (2009) Дэвида Ондаатже.
Фильм сочетает элементы хоррора, детектива и исторического нуара, и в жанровом плане близок таким картинам, как «Газовый свет» (1944), «Винтовая лестница» (1946) и «Подозреваемый» (1944). В фильме заметно влияние немецкого экспрессионистского кинематографа, особенно, картин Фрица Ланга, а также фильмов ужасов компании Universal.

## Сюжет
В конце 1880-х годов в лондонском квартале Уайтчепел ночью кто-то убивает актрису, которая возвращается поздним вечером домой после спектакля. Газеты пишут о том, что в квартале были жестко убиты уже несколько молодых женщин, люди испытывают страх и боятся выходить на улицы…
Живущий в Уайтчепеле бывший брокер Роберт Бёртон (Седрик Хардвик) из-за финансовых трудностей вынужден сдавать комнаты жильцам в своём просторном доме. Его жена Эллен Бёртон (Сара Олгуд) однажды встречает на пороге своего дома таинственного мужчину, который называет себя Слейд (Лэйрд Крегар). Он заявляет, что хотел бы арендовать комнату в их доме, а также чердак. Слейд говорит, что по профессии он патологоанатом, и чердак ему нужен для проведения научных опытов. Кроме того, он заявляет, что часто уходит в город по ночам и ведёт нерегулярный образ жизни, и потому просит его рассматривать не как постояльца, а только как арендатора квартиры.
К Бёртонам из Парижа приезжает их племянница, звезда мюзик-холла Китти Лэнгли (Мерл Оберон). Привлекательная и артистичная Китти начинает давать представления в духе французского кабаре, которые пользуются огромным успехом у публики. Во время одного из представлений в гримёрную к Китти приходит знакомая актриса Энни Роули, которая последнее время не может найти достойную работу, и совсем обеднела. Китти даёт ей немного денег и пытается приободрить её.
После окончания шоу к Китти приходит инспектор Скотленд-Ярда Джон Уорвик (Джордж Сэндерс). Он говорит, что Энни только что была убита в районе Уайтчепел, и он составляет подробный отчёт о последних часах её жизни. Китти рассказывает, что она не была особенно близка с Энни, только дала ей немного денег. Инспектор сообщает, что ей надо быть очень осторожной, так как все убитые женщины так или иначе были связаны со сценой, а доктор выдвигает предположение, что согласно нанесенным жертвам ранам, убийца скорее всего имеет отношение к медицине.
На следующий день Эллен замечает, что у Слейда есть такой же маленький чёрный саквояж, который, судя по газетам, один из свидетелей видел в руках у убийцы. Роберт успокаивает её, говоря, что это только совпадение. Однако на следующий день, когда Слейд уходит на работу в университетскую больницу, Китти после разговора с Эллен решает проследить за ним. Под видом посещения парикмахерши Китти проходит мимо больницы, где расспрашивает одного из сотрудников о Слейде, выясняя, что он действительно там работает. У входа в лабораторию она неожиданно сталкивается со Слейдом, объясняя, что оказалась здесь случайно.
Слова и искренность Слейда убеждают Китти в его невиновности, и через некоторое время она даже проникается к нему определённой симпатией. Тихий и сдержанный Слейд, который любит проводить свободное время за чтением Библии, рассказывает ей, что у него был любимый младший брат, художник, который опустился и погиб, после того как полюбил одну актрису. Как-то ночью, во время которой произошло очередное убийство, Китти видит, как Слейд сжигает в кухонной печи свою куртку с пятнами крови, но Слейд успокаивает её, говоря, что испачкал одежду во время одного из своих патологических опытов.
Тем временем карьера Китти успешно развивается, и она начинает выступать с новой программой в варьете, расположенном в Уайтчепеле. Китти приглашает Слейда на премьеру своего нового шоу. Во время их очередного разговора Слейд говорит Китти, что она красива вплоть до отвращения, и что вообще женщины, по его мнению, не должны выставлять напоказ свою красоту на сцене, так как это доводит мужчин до саморазрушения и гибели. Слейд говорит, что необходимо удалить зло из красоты, но Китти заключает, что он выражается в чисто философском смысле.
Приезжает инспектор Уорвик, который предлагает Китти полицейское сопровождение до театра, так как он подозревает, что маньяк должен совершить в этот вечер очередное убийство. У Уорвика появился ряд косвенных улик против Слейда, кроме того, его необычный режим дня и поведение также стали вызывать подозрение, и Уорвик просит Эллен тайно получить отпечатки пальцев Слейда. Полученные отпечатки с правой руки Слейда не совпадают с отпечатками, найденными на местах преступлений, но Уорвик высказывает предположение, что отпечатки могли быть оставлены и левой рукой убийцы. На Роберте он показывает, как, по его мнению, убийца мог совершить преступления, и как оставил отпечатки пальцев. После отъезда Слейда в театр Уорвик обыскивает его комнату и находит портрет его умершего младшего брата. Уорвик узнаёт в юноше когда-то подававшего надежды художника, которого развратила актриса Лиззи Тёрнер, которая впоследствии и стала первой жертвой маньяка.
Опасаясь за жизнь Китти, Уорвик устремляется в театр. Слейд к этому времени уже проник в гримёрную комнату Китти, он запирает дверь, и достав нож, говорит, что собирается убить её за то, что она публично выставляет напоказ свою красоту и тем самым сеет зло. В испуге Китти кричит, услышав её крик, Уорвик выбивает дверь в гримёрную комнату и стреляет в Слейда. Однако раненому Слейду удаётся вырваться из уборной и скрыться от преследующей его полиции внутри театра. Он забирается по лестнице под самую крышу, откуда сбрасывает на Китти мешки с песком, пытаясь таким образом убить её, но в последний момент ей удаётся отскочить в сторону. В конце концов, Уорвик со своими людьми догоняет Слейда и прижимает его к огромному окну. Слейд разбивает окно и падает вниз, в Темзу, где и тонет. Китти вспоминает слова Слейда том, что глубокая тёмная вода приносит успокоение..

## В ролях
- Мерл Оберон — Китти Лэнгли
- Лэйрд Крегар — мистер Слейд, жилец
- Джордж Сэндерс — инспектор Джон Уорвик
- Седрик Хардвик — Роберт Бонтинг
- Сара Олгуд — Эллен Бонтинг
- Дорис Ллойд — Дженни
- Рут Клиффорд — парикмахер (в титрах не указана)
- Скелтон Кнаггс — мужчина с тачкой (в титрах не указан)

## Исполнители главных ролей
Актрисе Мерл Оберон известность принесли роли в таких заметных фильмах, как историческая драма «Частная жизнь Генриха VIII» (1933), мелодрамы «Грозовой перевал» (1939) и «Тёмный ангел» (1935), за роль в которой была номинирована на Оскар, а также нуар «Берлинский экспресс» (1948). Джордж Сэндерс известен ролями в триллерах Альфреда Хичкока «Ребекка» (1940) и «Иностранный корреспондент» (1940), «Преследование» (1941) Фрица Ланга, а также в фильме «Всё о Еве» (1950), за которую он получил Оскар. Свои лучшие роли Лэйрд Крегар сыграл в фильмах нуар «Ночной кошмар» (1941), «Оружие для найма» (1942) и «Площадь похмелья» (1945), в котором он вновь встретился с Брамом и Сэндерсом.

## Оценка критики
Газета «Нью-Йорк таймс» в 1944 году дала фильму позитивный отзыв, написав: "Если «Жилец» был задуман только для того, чтобы пугать — каким он, наверняка, мог бы и стать, учитывая всю ту резню, которую мистер Крегар совершает в роли таинственного, психопатического патологоанатома — тогда с картиной что-то не то. Но если он создавался как скрытая форма обыгрывания мелодраматического приёма нагромождения обрушивающихся одно на другое подозрений (обёрнутых в туманные операторские эффекты), тогда «Жилец» в высшей степени удался. В любом случае, картина сделана красиво, давая Мерл Оберон её самую привлекательную роль за долгое время. Эта леди доставляет наслаждение в паре сцен в мюзик-холле, где она предстаёт в образе парижской кокетки.
В 2001 году кинокритик Деннис Шварц охарактеризовал фильм как «полное ассоциаций, атмосферическое произведение, блестяще снятое оператором Люсьеном Бэллардом, действие которого происходит на утонувших в тумане и тенях лондонских улицах квартала Уайтчепел в 1880-е годы… Это художественная трактовка истории о Джеке Потрошителе стала уже третьим фильмом по книге Марии Беллок-Лаундес (и ремейком фильма Альфреда Хичкока 1925 года того же названия). Эта странная история отмечена захватывающей игрой Лэйрда Крегара в роли жильца… Фильм имеет странное очарование».